# Salvelinus malma
Salvelinus malma és una espècie de peix de la família dels salmònids i de l'ordre dels salmoniformes.

## Subespècies
- Salvelinus malma krascheninnikova (Taranetz, 1933)
- Salvelinus malma malma (Walbaum, 1792)
- Salvelinus malma miyabei (Oshima, 1938)[2]